# Ścięgny (gromada)
Ścięgny – dawna gromada, czyli najmniejsza jednostka podziału terytorialnego Polskiej Rzeczypospolitej Ludowej w latach 1954–1972.
Gromady, z gromadzkimi radami narodowymi (GRN) jako organami władzy najniższego stopnia na wsi, funkcjonowały od reformy reorganizującej administrację wiejską przeprowadzonej jesienią 1954 do momentu ich zniesienia z dniem 1 stycznia 1973, tym samym wypierając organizację gminną w latach 1954–1972.
Gromadę Ścięgny z siedzibą GRN w Ścięgnach utworzono – jako jedną z 8759 gromad na obszarze Polski – w powiecie jeleniogórskim w woj. wrocławskim, na mocy uchwały nr 15/54 WRN we Wrocławiu z dnia 2 października 1954. W skład jednostki weszły obszary dotychczasowych gromad Ścięgny i Krzaczyna ze zniesionej gminy Karpacz w tymże powiecie. Dla gromady ustalono 20 członków gromadzkiej rady narodowej.
31 grudnia 1959 z gromady Ścięgny wyłączono wieś Krzaczyna, włączając ją do miasta Kowar w tymże powiecie.
1 stycznia 1960 gromadę zniesiono, a jejpozostały obszar (wieś Ścięgny) włączono do gromady Miłków w tymże powiecie.